# Лижбоа, Ирена
Ирена Лижбоа (порт. Irene do Céu Vieira Lisboa; 25 декабря 1892, Арруда-душ-Виньюш — 25 ноября 1958, Лиссабон) — португальская писательница, поэтесса, педагог, теоретик образования. Иногда называется одним из крупнейших женских деятелей в истории португальской литературы. Командор португальского ордена Свободы (ComL).

## Биография
Родилась недалеко от Лиссабона, окончила начальную школу в этом городе, позже получала образование во Франции, Бельгии и Швейцарии (в частности, в университете Жан-Жака Руссо), где изучала педагогику. После завершения получения образования стала работать в сфере дошкольного образования на родине. В 1932 году получила должность инспектора дошкольных учреждений в городе Брага. Однако вскоре, ввиду её несогласия с идеологической политикой «Нового государства» Антониу ди Салазара, она была отстранена от этой работы и переведена в Instituto de Alta Cultura (учреждение, занимавшееся поддержкой португальского языка за границей), а в 1940 году — на работу в министерство образования; преподавать ей было запрещено.
Последнюю часть жизни практически полностью посвятила написанию литературных произведений и научных работ по педагогике; все её книги подвергались строгой цензуре. Умерла в 1958 году, не дожив месяца до своего 66-летия. 25 января 2013 года останки писательницы были перенесены с лиссабонского кладбища Cemitério da Ajuda на кладбище в её родной деревне. В её честь названа Национальная федерация учителей Лиссабона.
В печати Лижбоа дебютировала в 1926 году сборником рассказов для детей Treze Contarelos. Сотрудничала с периодическими изданиями, журналами Presença, Sol Nascente, Seara Nova, Litoral и Cadernos de Poesia. Согласно А. Ж. Сарайве  и О. Лопешу, писательница подписывала свои работы по педагогике мужским псевдонимом Мануэл Суареш (Manuel Soares), а первые как и ряд последующих литературных сочинений другим мужским псевдонимом — Жуан Фалку (João Falco). В 1936 году был опубликован сборник её стихотворений Um dia e outro dia… — Diário de uma Mulher. Наиболее известные романы: Solidão — Notas do punho de uma mulher (1939), Começa uma vida (1940), Voltar atrás para quê? (1956). Кроме того, Лижбоа написала большое количество статей по теории дошкольного образования.